# Historia de los judíos en Cartago

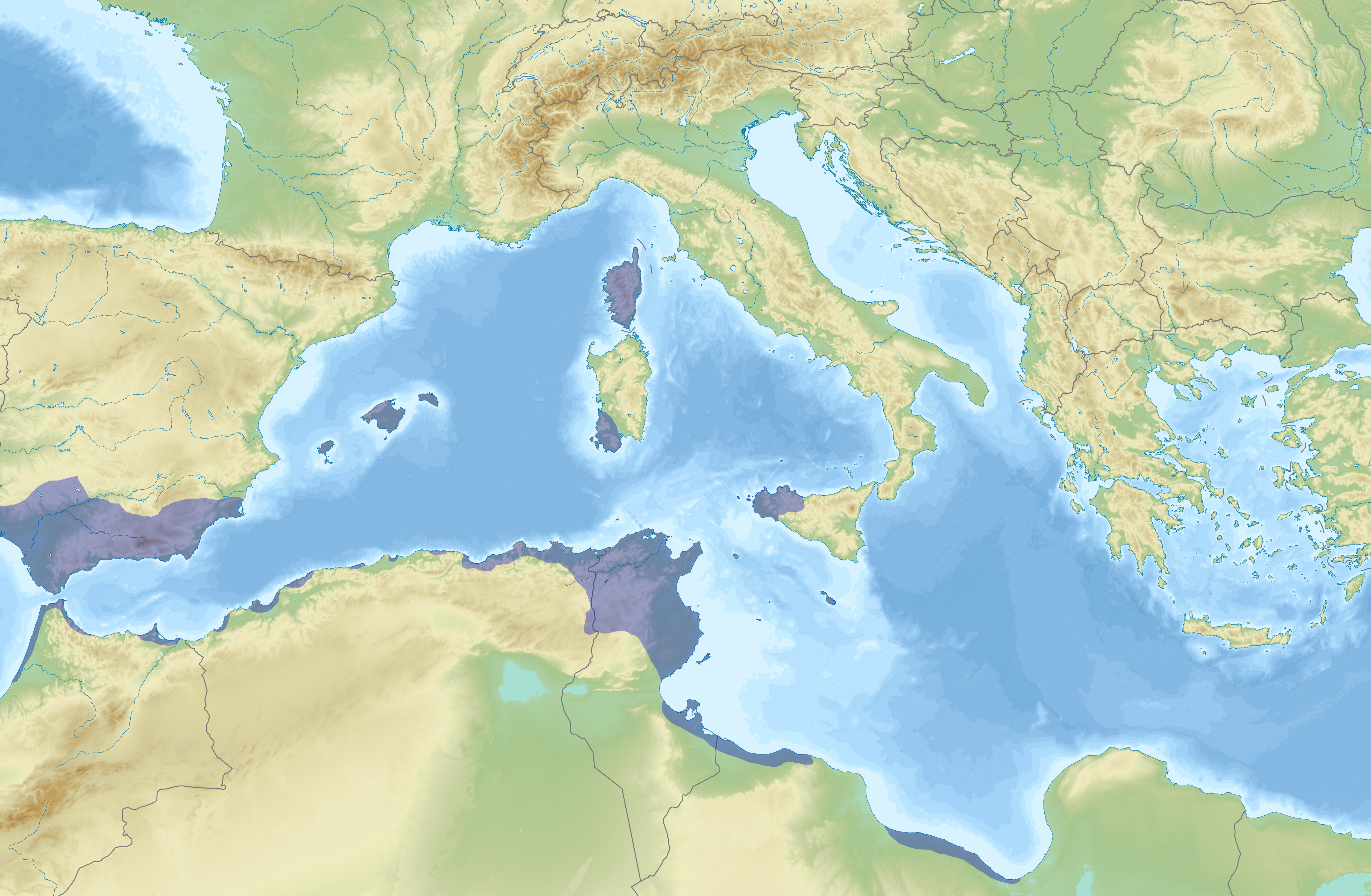
Ubicación de Cartago y el ámbito de influencia cartaginesa con anterioridad a la primera guerra púnica (264 a. C.).

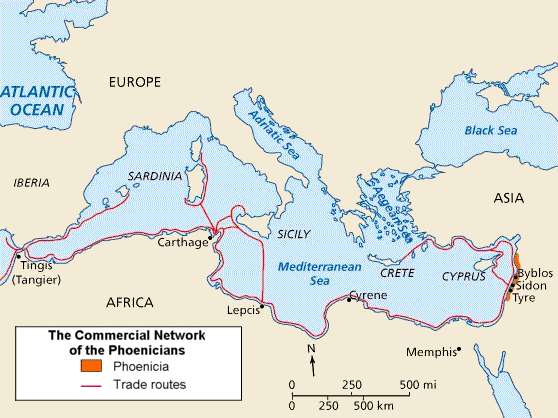
Rutas comerciales fenicias.

Mapa de las tribus de Israel, Tiro y Sidon están incluidos en esta área.

La Historia de los judíos en Cartago se refiere a la historia y presencia de personas de ascendencia judía en el antiguo Cartago.
Cartago (del fenicio Kart-Hadasht, la "Ciudad Nueva", escrito sin vocales en púnico como Qrthdst) era una ciudad del norte de África situada en el lado oriental del Lago de Túnez, frente al centro de Túnez en el actual Túnez.
Aun así Flavio Josefo asoció la fundación de la ciudad con judíos y algunos estudiosos han conjeturado que grupos pequeños de judíos pudieron haber estado presentes ya en Cartago en los albores de la era púnica ya que la evidencia más temprana de esta presencia judía en el área se data en el siglo II a. C.

Cartago fue fundada por Tiro. Según la Biblia, la ciudad de Tiro y Sidon, era parte de la tribu de Aser.

″Incluso para el gran Zidon;  Y luego la costa gira hacia Ramá, y hacia la ciudad fuerte Tiro″

## Identificación con Tarsis
La Biblia Hebrea nunca menciona Cartago, aunque el Septuaginta tradujo el topónimo Tarsis en Isaías 23:1 como Karkhēdōn (Kαρχηδών)., el término griego que Josefo utilizó en su obra Contra Apión para referirse Cartago. La plaza de Tarsis también figura en el Libro de Jonás, donde Jonás, para eludir la misión de Dios de que predicara en Nínive, embarca en Jaffa, y navega hacia una ciudad con aquel nombre. Esto llevó a algunos a sugerir que también Cartago era su objetivo. Mucha moderna investigación tiende a ver, con todo, que el Tarsis al que aquí se refiere es el ibérico Tartessos.

## Asentamiento judío
Una tradición conservada entre los judíos acerca de Yerba afirma que la comunidad se construyó por exiliados tras la destrucción del Primer Templo que se habían unido a judíos que ya vivían allí, que su sinagoga de la Ghriba tiene una fecha igualmente antigua, y que algunos miembros de esta comunidad ayudaron a los fenicios a establecerse en Cartago.
Sobre la teoría se ha expuesto la idea que, con la destrucción de Tiro y Sidon, y su colonia Cartago, allí se hubiera creado una diáspora fenicia huérfana no muy diferente de la judía y que la desconcertante desaparición de los fenicios pudo deberse a la atracción que  podrían haber sentido por una similar dispersión de personas, que llevó a la conversión al Judaísmo. Una fuente tardía del siglo X, el Josipon, declara que Tito había asentado unos 50,000 judíos en África del Norte, y Ibn Khaldun (1332–1406), que él mismo procedía de Túnez, afirmó que se había encontrado con un número de tribus bereberes que se había convertido al judaísmo. El Talmud conserva los nombres de cuatro rabinos de Cartago, con el Talmud de Jerusalén, menciona al Abba/Ba 4 veces, y Hinena (en el Bavli, Hanan) dos veces, con todo hay alguna disputa sobre la interpretación de estas referencias, con una hipótesis que sugiere que tales referencias deben deben vincularse con la floreciente comunidad judía en Cartagena, en España.
El arqueólogo francés A. L. Delattre descubrió una gran necrópolis judía, datada en los inicios del siglo III d. C., en Gammarth constando de 105 cámaras, cada una de aproximadamente 15 loculi, el cual habría servido de sepultura para 1.500 personas. Se comprobó que era un sitio judío al hallar símbolos como menorah, shofar, lulav y etrog. Las evidencias epigráficas son predominantemente latinas, con una  mención a Tiberio, indicando un posible origen palestino. El signo funerario de Dis manibus, en otro lugar desagradada a los judíos, aparece en una inscripción. La impresión global obtenida de esta evidencia es que los judíos en Cartago y alrededores compartían con gentiles una lengua común, fórmulas funerarias y ornamentación, que solo difieren en su recurso a las sinagogas, el uso ocasional de símbolos hebraicos y su separación en la muerte por entierro en un cementerio separado.
Aunque Tertuliano a veces desataba su ira hacia los judíos, afirmando que las sinagogas eran 'fuentes de persecución' y que los judíos acosaban a los cristianos, una sugerencia para la cual no hay evidencia en el norte de África en ese momento, sin embargo, en sus comentarios sobre la comunidad en Cartago, también muestra que se ganaron su respeto a regañadientes.
Algunos relatos afirman que después de que Gaiseric saqueó Roma, tomó los vasos sagrados que Tito había saqueado del Templo en Jerusalén con él y se los llevó a la nueva capital de los vándalos en Cartago, donde el general bizantino Belisario los recuperón cuándo tomó la ciudad en 533, y los llevó a Constantinopla. Cuando un judío sabio señaló el peligro de albergar estos vasos, que habían traído la ruina a Roma y Cartago, Justiniano, nervioso, los envió a Jerusalén, donde los almacenó en una iglesia cristiana.

## Menciones atribuidas al rabino cartaginés Abba ben Isaac
″Desde Tiro a Cartago, las naciones saben de Israel y su Padre que está en cielo; pero desde Tiro hacia el oeste y desde Cartago hacia el este las naciones no saben de Israel ni su Padre que está en cielo″